# Lagtingsvalget 1940
Lagtingsvalget på Færøerne 1940 blev afholdt 30. januar 1940.
Fólkaflokkurin stillede til valg for første gang.

## Resultater
| Parti                | Tilslutning | Mandater i Lagtinget | Ændring fra 1936 (mandater) | Ændring fra 1936 (%) |
| -------------------- | ----------- | -------------------- | --------------------------- | -------------------- |
| Sambandsflokkurin    | 32,3 %      | 8                    | —                           | -1,4                 |
| Sjálvstýrisflokkurin | 16,2 %      | 4                    | -4                          | -18,0                |
| Fólkaflokkurin       | 24,7 %      | 6                    | +4                          | 24,7                 |
| Javnaðarflokkurin    | 23,9 %      | 6                    | —                           | -0,1                 |
| Loysingarflokkurin   | 1,6 %       | 0                    | —                           | 1,6                  |
| Løsgængere           | 1,3 %       | 0                    | —                           | 1,3                  |

NB: Vinnuflokkurin, der indgik i Fólkaflokkurin, havde haft to tingmænd i de forrige Lagting. Selvom partiet var nystiftet, havde det derfor allerede repræsentation.

## Eksterne Henvisninger
- Hagstova Føroya — Íbúgvaviðurskifti og val (Færøsk statistik)